# Dia da Visibilidade Bissexual

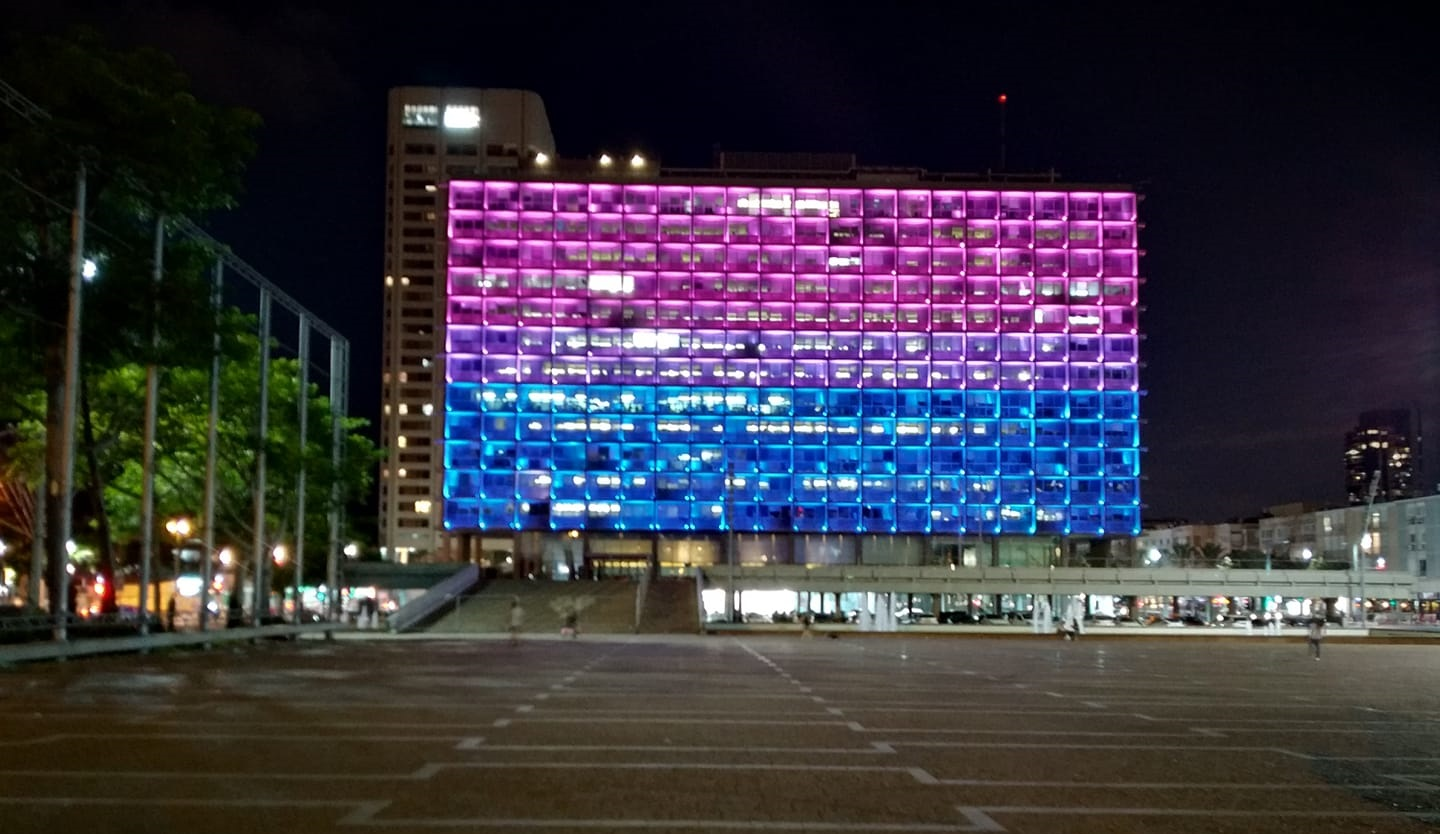
Centro do governo municipal de Tel Aviv, Israel, no Dia da Celebração Bissexual, em 2019.

O Dia Internacional da Celebração Bissexual é observado no dia 23 de setembro por membros da comunidade bissexual e seus aliados.
Este dia é uma marca no ano para a representação bissexual e sua luta contra o preconceito, mostrando que todos os protestos tiveram um resultado, mais aceitação ganhando até uma data em seu nome.
Primeiro observado em 1999, o Dia da celebração bissexual é a criação de três ativistas dos direitos bissexuais dos Estados Unidos — Wendy Curry do Maine, Michael Page da Flórida, e Gigi Raven Wilbur do Texas. Wilbur disse,
| “ | Depois da rebelião de Stonewall, a comunidade gay e lésbica cresceu em força e visibilidade. A comunidade bissexual também cresceu na força mas de muitos modos somos ainda invisíveis. Também fui condicionado pela sociedade para tachar automaticamente um casal que anda de mãos dadas como hetero ou gay, dependendo do gênero percebido de cada pessoa. | ” |

Esta celebração de bissexualidade especialmente, ao contrário dos eventos LGBT gerais, foi concebida como uma resposta ao preconceito e a marginalização das pessoas bissexuais por alguns tanto nas comunidades hetero e grandes comunidades LGBT.
No seu primeiro ano, uma observância foi mantida durante a Associação Internacional de Gays e Lésbicas, que ocorreu durante a semana do 23o. Enquanto no início o feriado só passou em áreas com uma presença bissexual extremamente forte, ele agora presencia eventos como discussões, festas de jantar e danças em Toronto e um grande baile de máscaras em Queensland, Austrália. Na Universidade A&M do Texas, a semana apresentou painéis de discussão e sessões de pergunta-e-resposta. A Universidade de Princeton celebra este dia cada ano fazendo uma festa no seu Centro LGBT.  O destaque da festa são biscoitos de açúcar deliciosos em forma da imagem da bandeira do Orgulho Bissexual. Também tem sido celebrado na Alemanha, Japão, Nova Zelândia, Suécia e Reino Unido.
No Brasil, a primeira manifestação sobre o dia foi feita em 2021, através da cidade de Porto Alegre que oficializou o dia 23 de setembro como o dia municipal da visibilidade bissexual. O Dia Nacional do Orgulho BIssexual também foi proposto. Belém celebra o dia em 23 de setembro.